# Theodor Heinsius
Otto Friedrich Theodor Heinsius (* 6. September 1770 in Tschernow in der Neumark; † 19. Mai 1849 in Berlin) war ein deutscher Lehrer, Grammatiker und Lexikograph.

## Leben
Theodor Heinsius war der Sohn eines Superintendenten, der im Siebenjährigen Krieg Friedrich den Großen begleitete und in Königsberg in der Neumark tätig war. Von 1788 bis 1790 besuchte er das Joachimsthalsche Gymnasium in Berlin. Heinsius studierte von 1790 bis 1793 an der Universität Halle Theologie, Philologie und Pädagogik. Er promovierte zum Dr. phil. Seit dem 3. Februar 1794 war er außerordentlicher Lehrer am Friedrich-Wilhelms-Gymnasium in Berlin. Seit dem 4. April 1801 bis 1847 war er Professor und Rektor am Berlinischen Gymnasium zum Grauen Kloster und ab 1803 Vorsteher einer höheren Töchterschule in Berlin.
Gemeinsam mit Johann August Zeune und Friedrich Ludwig Jahn begründete er 1814 die Berlinische Gesellschaft für Deutsche Sprache. Zahlreiche Briefe von Heinsius an den Gymnasialdirektor Johann Joachim Bellermann sind überliefert.  Am 31. Mai 1833 war er Teilnehmer am „Festmahl zu Tiecks sechzigstem Geburtstage“.
Gegen seine Auffassung von Erziehung wandte sich Max Stirner 1842 in seinem Zeitungsartikel: Das unwahre Princip unserer Erziehung.
In Berlin war er Mitglied der Freimaurerloge „Pythagoras zum flammenden Stern“. Sein Grab befindet sich auf dem St.-Marien- und St.-Nikolai-Friedhof I im Berliner Ortsteil Prenzlauer Berg.

## Zitat
„Kälte und Gleichgültigkeit in der Muttersprache ist Hochverrath an dem Vaterlande und Schändung der Volksehre. Wir dürfen aber hoffen: die Stimme der Ehre werde stärker seyn als die träge Gewohnheit, die hart gezüchtigte Vorliebe für das Fremde werde gebührend zurücktreten vor der lohnenden Liebe zum Heimischen, und der deutschgesinnte Deutsche werde wieder seine gesunde Sprache erringen, wie er seine Freiheit errungen hat.“

## Ehrungen
- Er war Ehrenmitglied der Deutschen Gesellschaft in Leipzig.[8]
- Anlässlich seines 50-jährigen Dienstjubiläums am 3. Februar 1845 wurde ihm der rote Adlerorden 3. Klasse mit Schleife verliehen.

## Werke (Auswahl)
- Ehemanns ländliche Freuden. Andreas Lübeck’s Erben, Bayreuth 1793 uni-goettingen.de
- Friedrich Ludwig Joseph Fischbach, Johann Wilhelm Andreas Kosmann, Theodor Heinsius (Hrsg.): Denkwürdigkeiten und Tagesgeschichte der Mark Brandenburg und der Herzogthümer Magdeburg und Pommern. Belitz und Braun, Berlin 1796–1800
- Versuch einer biographischen Skizze Ramlers nebst einer kurzen Darstellung seines poetischen Charakters. Belitz und Braun, Berlin 1798 books.google.de
- Nochmalige Beleuchtung der Frage: Darf die Pressfreiheit beschränkt werden oder nicht? Mit besonderer Hinsicht auf die Gesetzgebung. Berlin 1804
- Der Bardenhain für Deutschlands edle Söhne und Töchter. Ein Schul- und Familienbuch. Dieterici, Berlin 1809–1825
  - Theil 1 (1809) (2., verb. und verm. Aufl. 1812)
  - Theil 2 (1809) (2., verb. und verm. Aufl. 1814) (3., genau durchgesehene, verbesserte und vermehrte Ausgabe. 1819)
  - Theil 3 (1810) (2., verb. u. verm. Aufl. 1817)
  - Theil 4. Episch-dramatische Blumenlese für höhere Schulklassen, Kunstfreunde und häusliche Zirkel. (1825)
- Deutscher Hausschatz für Jedermann oder, Allverständliches deutsches Sprachbuch für den Nährstand und das Geschäftsleben, zur Vermeidung des Fehlerhaften und Undeutschan im Sprechen und Schreiben. Nicolaische Buchhandlung, Berlin / Stettin 1814, 2. viel verm. und berichtigte Ausgabe 1824, uni-karlsruhe.de
- Luther oder Sammlung von Meister- und Musterschriften deutscher Dichter und Prosaiker mit Lesarten und Anmerkungen. Für Schulen bearbeitet. Erster Theil. Deutsche Fabeldichter. Gerhard Fleischer dem Jüngeren, Leipzig 1816 books.google.de
- Anweisung zur Erlernung der deutschen Sprache besonders zum Gebrauch in Schulen und zur Selbstbelehrung eingerichtet. 3. berichtigte und verm. Ausgabe. Gerhard Fleischer dem Jüngeren, Leipzig 1817, books.google.de
- Der deutsche Rathgeber oder alphabetisches Noth- und Hülfswörterbuch zur grammatischen Rechtschreibung und Wortfügung in allen zweifelhaften Fällen, für diejenigen, welche Briefe und Aufsätze aller Art möglichst fehlerfrei zu schreiben wünschen. Vierte umgearbeitete und sehr vermehrte Ausgabe.[9]
- Teut, oder theoretisch-praktisches Lehrbuch der gesammten deutschen Sprachwissenschaft von D. Theodor Heinsius. Duncker und Humblot, Berlin 1825–1832,
  - Erster Theil hathitrust.org
  - Zweiter Theil hathitrust.org
  - Dritter Theil hathitrust.org
  - Vierter Theil hathitrust.org
  - Fünftes Theil hathitrust.org
- Vollständiges Wörterbuch der deutschen Sprache mit Bezeichnung der Aussprache und Betonung für die Geschäfts- und Lesewelt. C.F. Schade, Wien 1828–1830
  - Erster Band hathitrust.org
  - Zweiter Band hathitrust.org
  - Dritter Band hathitrust.org
  - Vierter Band hathitrust.org
- Johann Wilhelm von Archenholz: Geschichte des siebenjährigen Krieges in Deutschland. Für die Jugend bearbeitet von Dr. Theodor Heinsius. Haude- und Spenersche Buchhandlung, Berlin 1828, hathitrust.org
- Friedrich der Zweite und sein Jahrhundert, in Bezug auf Sprache und Literatur, Schule und Volksbildung. Eine vaterländische Säcular-Schrift. Siegfried Mittler, Berlin 1840, hathitrust.org
- Die bedingte Preßfreiheit historisch-kritisch entwickelt und beleuchtet. Duncker und Humblot, Berlin 1841, books.google.de
- Concordat zwischen Schule und Leben oder Vermittelung des Humanismus und Realismus aus nationalem Standpunkt betrachtet. Hermann Schulze, Berlin 1842, digitale-sammlungen.de
- Zeitgemäße Pädagogik der Schule. Carl Friedrich Amelang, Berlin 1844, books.google.de
- Der Weg zur Wissenschaft für studirende Jünglinge und deren Väter. Julius Springer, Berlin 1844, books.google.de
- Die Germanologie auf deutschen Lehrstühlen. Deutschlands Unterrichtsbehörden zur geneigten Beachtung empfohlen. Mylius’sche Verlagsbuchhandlung, Berlin 1848, hathitrust.org
- Johann Gottfried v. Herder nach seinem Leben und Wirken. Rede am Wohlthäterfeste des Berlinischen Gymnasiums Zum Grauen Kloster den 21. December 1844 gesprochen. Nauck, Berlin 1847
- Grundstriche zu einer constitutionellen Schul- und Volksbildung in Deutschland. C. Lindow, Berlin 1848
- Johann Wilhelm von Archenholz: Geschichte des siebenjährigen Krieges in Deutschland : Mit einer illuminirten Karte und neun Abbildungen. Für die Jugend bearbeitet von Dr. Theodor Heinsius. Berlin: Haude und Spenersche Buchhandlung, 1854 urn:nbn:de:hbz:061:1-1017354